# Nikolái Sujánov
Nikolái Nikoláievich Sujánov (en ruso: Николай Николаевич Суханов; 10 de diciembre de 1882 - 29 de junio de 1940) fue un economista y político socialista ruso, vinculado al ala internacionalista del movimiento menchevique y uno de los cronistas de referencia para la Revolución Rusa de 1917.

## Vida
Nikolái Sujánov - es un alias, su nombre auténtico era Nikolái Himmer - nació en Moscú. Su padre, de ascendencia alemana, era un funcionario ferroviario, y su madre una partera. Sus padres se separaron después de su nacimiento, y su madre fue enviada al exilio hacia Siberia por siete años, luego de un escandaloso juicio, por practicar la bigamia; finalmente en 1898 su pena fue conmutada por una pena de un año en prisión. Himmer daba lecciones privadas mientras estudiaba en la secundaria. Como su abuela, fue cautivado por León Tolstói y el movimiento tolstoyano. Entre 1900 y 1902, viajó a través de Rusia, y se encontró con diversos revolucionarios (ej. Lenin, Trotski, Mártov y Chernov) en la ciudad de París. Durante 1903 comenzó a estudiar Filología y Filosofía en Moscú, y se adhirió al  Partido Socialista Revolucionario. En aquellos días Sujánov se enfocó en la propaganda por la reforma agraria. Luego de su arresto en mayo de 1904 por estar en posesión literatura ilegal, fue entregado bajo una pena de 18 meses en la prisión de Taganka. Tras su liberación por las muchedumbres en el octubre de 1905 el tomo parte en el levantamiento de Moscú en diciembre. Sujánov se convirtió en corresponsal para el Rússkoe Bogatstvo (La Riqueza de Rusia) y publicó (legalmente) dos libros acerca de Reforma Agraria. Estuvo involucrado con el  Partido Socialista Revolucionario y debatió con sus líderes en como interpretar a los naródniks y el marxismo en el sentido correcto. Volvió a ser arrestado en 1911 y condenado al exilio en Arjánguelsk. Mientras tanto su esposa lo abandonó y se radicó en Polonia junto a sus dos hijos. Sujánov se casó en segundas nupcias con la bolchevique Galina Flaksermann. Siendo liberado a comienzos de marzo, siendo beneficiado por la amnistía que se produjo durante las celebraciones del Tricentenario de la dinastía Románov, regresó a Petrogrado, donde asumió el cargo de editor del periódico radical Sovreménnik (Contemporáneo) y Létopis (Crónica), publicado por Máximo Gorki. Trabajó bajo su nombre original para el Ministerio de Agricultura. Como internacionalista se opuso a la entrada de Rusia en la Primera Guerra Mundial.
En el transcurso de la  Revolución de Febrero de 1917, Sujánov fue uno de los miembros fundadores del Sóviet de Petrogrado. Partidario de las negociaciones de paz, Sujánov se opuso a las agresivas políticas de guerra de Aleksandr Kerenski y Aleksandr Guchkov, miembros del Gobierno Provisional Ruso. Sujánov había mantenido un vínculo amistoso con Anatoli Lunacharski, pero no continuó cuando este se unió a los bolcheviques. Al mismo tiempo fue editor del Nóvaya Zhizn. 
Entre 1919 y 1921, Sujánov escribió una monumental obra de seis volúmenes de sus memorias llamada Revolución Rusa 1917. Fue primero publicada en Berlín, pero el uso de estos libros (escritos en ruso) fue suprimido bajo Stalin durante los años 1930. Mientras trabajaba en Instituto Agrario de la Academia Comunista, se opuso a las medidas más extremas de Stalin vinculadas a la colectivización forzosa y la industrialización, hasta su arresto en julio de 1930. Fue sentenciado en el marco del Proceso de los Mencheviques de 1931 (1931 Menshevik Trial), una temprana demostración de la represión que se avecinaría. Sujánov fue exiliado hacia Tobolsk una pena de prisión de diez años. En 1937, fue acusado de ser un espía alemán y de estar envuelto en una campaña de agitación antisoviética. Sujánov fue fusilado bajo las órdenes de Stalin el 29 de junio de 1940 en la cárcel de Omsk.

## Legado
Hacia 1967, apareció una traducción alemana del primer volumen. En 1984, a una versión abreviada fue publicada en inglés, editado por Joel Carmichael.
Sus trabajos estuvieron cerrados y bajo llave hasta 1991 cuando por primera vez una reimpresión fue publicada en Rusia. En 1992, un comité especial de rehabilitación declaró que todas las acusaciones en su contra carecían de fundamentos.